# 田中佑汰
田中佑汰（たなか　ゆうた、2000年11月18日 - ）は、熊本県出身の日本の卓球選手。愛知工業大学出身。Tリーグは金沢ポート所属。

## 経歴
2000年熊本県出身。
姉は豊田自動織機の元選手で、2023年全日本選手権混合ダブルス準優勝の田中千秋。
姉の影響で千城クラブ（千葉）で卓球をはじめる。
城山ひのくにジュニアに所属した小学5年生時より松下雄二の指導により頭角を現しはじめる。
愛知工業大学附属中学校、愛工大名電高等学校、愛知工業大学へと進学。
2019年のブルガリアオープンでは元世界ランク1位のブラディミル・サムソノフ（ベラルーシ）に勝利している。
2020-21シーズンにTリーグの岡山リベッツに所属。（通算成績シングルス2勝2敗）
2021年ドイツ　ブンデスリーガ1部の TTC OE Bad Homburg に所属　シーズン7勝3敗の好成績を残す。
2022年よりフランスリーグプロAのC' Chartres tennis de tableに所属。
シーズン8勝3敗。
2023年、佐賀県スポーツ協会にSAGAスポーツメンターとして採用される。また、2023-24シーズンからは、Tリーグの金沢ポートに所属している。
2023年アジア卓球選手権では、初のシニア日本代表ながら2回戦で当時世界ランク2位の王楚欽(中国)に勝利。その後もカマル・アチャンタ(インド)、林鐘勳(韓国)を連破し、ベスト8に輝いた。
2024年、第57回世界卓球選手権団体戦日本代表に選出される。

## 人物
愛工大名電高等学校、愛知工業大学ではともにキャプテンを務め、監督やチームメイトからの信頼も厚い。
愛工大名電高等学校の今枝一郎監督は「田中キャプテンの存在なくして学校対抗の優勝はなかった。みんなが本当に田中を慕って、田中がチームをひっぱり、作ってきた。人間力が高く、本当に素晴らしい選手」と評している。
愛知工業大学の後輩横谷晟はインタビューの中で「自分にストイックな方、先輩として本当に尊敬しているし見習いたいことが多い」と発言している。
大学卒業後は企業に属さず個人として活動し、海外遠征費などの活動費はクラウドファンディングで支援を募っている。

## プレースタイル
右シェーク裏裏ドライブ型。立ち位置関係なく打てる高いバックハンドの技術を持つ。
元日本代表監督で現在はTリーグ木下マイスター東京の総監督を務める倉嶋洋介は「田中佑汰のバックハンドは世界レベル」と認めている。

## 主な戦績
2014年
- 全日本選手権大会（カデットの部）　14歳以下　シングルス優勝

2015年
- 全国中学校卓球大会	男子シングルス：準優勝

2016年
- インターハイ　男子学校対抗：優勝、男子シングルス：ベスト4、男子ダブルス：優勝髙見真己ペア

2017年
- インターハイ　男子学校対抗：優勝、男子シングルス：ベスト4、男子ダブルス：準優勝加山裕ペア
- 世界ジュニア選手権　男子団体：準優勝、男子ダブルス：3位宇田幸矢ペア

2018年
- インターハイ　男子学校対抗：優勝、男子シングルス：準優勝、男子ダブルス優勝加山裕ペア
- ベラルーシオープン　男子ダブルス：優勝曽根翔ペア

2019年
- タイオープン	U21男子シングルス：ベスト4
- ベラルーシオープン	男子ダブルス：ベスト4木造勇人ペア

2021年
- 全日本選手権　男子シングルス：ベスト4
- インカレ　男子団体：優勝
- WTTフィーダー・デュッセルドルフ　男子ダブルス：優勝横谷晟ペア、男子シングルス：ベスト4
- WTTコンテンダー・ラシュコ　男子ダブルス：準優勝木造勇人ペア

2022年
- WTTフィーダーフリーモント　男子ダブルス準優勝篠塚大登ペア
- WTTフィーダーウェストチェスター　男子シングルス：ベスト4、男子ダブルス準優勝篠塚大登ペア
- 第77回 国民体育大会 団体戦 愛知県 優勝（篠塚大登、谷垣佑真チーム）（愛知県の優勝は6年振り3度目）
- 第88回全日本大学総合卓球選手権大会	男子シングルス：優勝
- 全農TOP32船橋大会	男子シングルス：準優勝
- WTTコンテンダーノヴァ・ゴリツァ男子シングルス 3位、男子ダブルス 3位（及川瑞基ペア）

2023年
- 全日本選手権　混合ダブルス：準優勝　田中千秋ペア、男子シングルス：ベスト8
- WTTフィーダーデュッセルドルフⅡ　男子シングルス：優勝
- 全農TOP32平塚大会　男子シングルス4位
- 全農CUP 東京大会　男子シングルス3位
- 2021FISUワールドユニバーシティゲームス　男子団体銅メダル、男子ダブルスベスト8 宮川昌大ペア、男子シングルスベスト8
- アジア選手権男子シングルスベスト8

2024年
- 全日本選手権　男子シングルスベスト8
- ITTF世界卓球選手権釜山大会（団体戦）日本代表
- WTTフィーダーカッパドキア　男子シングルス優勝
- WTTコンテンダーリオデジャネイロ　男子シングルスベスト4
- WTTコンテンダーメンドーサ　男子シングルスベスト8、混合ダブルス優勝（長﨑美柚ペア）
- 第78回国民スポーツ大会卓球競技　佐賀代表　成年男子優勝
- 混合団体ワールドカップ2024　日本代表　第5位

2025年
- 全日本選手権　男子シングルスベスト8
- WTTフィーダーオトーチェッツⅡ準優勝
- WTT USスマッシュベスト8

## テレビ番組
- 卓球ジャパン！ 田中佑汰が初登場！2週連続SP前編（2023年11月11日、BSテレ東）[10]
- 卓球ジャパン！ 田中佑汰SP後編！（2023年11月18日、BSテレ東）[11]